# Gösta Runö
Gösta Runö, född 9 december 1896 i Stockholm, död 13 november 1922 i Linköping (flyghaveri), var en svensk militär pilot (löjtnant) och modern femkampare, som tävlade för I 20 IF, Umeå. Han blev olympisk bronsmedaljör i modern femkamp i Antwerpen 1920.
Den 13 november 1922 havererade han med en Phönix D III från Malmen vid Lilla Ånestad, 3 kilometer söder om Linköping. Gösta Runös far lät göra en mindre minnessten, som placerades på nedslagsplatsen. 1986 utsattes stenen för åverkan och man bedömde att Flygvapenmuseum borde ta hand om minnesstenen och förvara den. Så skedde också och minnesstenen finns nu vid Flygvapenmuseum.